# 美しい夏キリシマ
『美しい夏キリシマ』（うつくしいなつキリシマ）は、2003年公開の日本映画。
監督・脚本は黒木和雄で、柄本佑は映画初出演にして初主演。「戦争レクイエム三部作」の2作目。文部科学省選定、日本映画ペンクラブ特別推薦、優秀映画鑑賞会推薦作品。戦争映画。

## ストーリー
1945年8月、霧島を望む宮崎のある農村。空襲で同級生を失ったショックから体調を崩し、肺浸潤と診断された中学3年生の日高康夫は、満州に住む両親と別れ、厳格な祖父・重徳と優しい祖母・しげの下でぼんやりと自宅療養の日々を送っていた。
そんな彼に想いを寄せる従姉の世津子。だが、彼女の気持ちを察するほど、彼は大人ではない。村には中国大陸から引き揚げた兵士たちが駐屯し、本土決戦に備えて演習に余念がなかった。その中のひとり・豊島一等兵は、日高家の奉公人であるなつの小作人の母・イネと密会を重ねる。
日高家のもうひとりの奉公人・はるが、重徳の強い勧めで、戦地で片足を失い帰国した秀行と結婚することになる。はるの祝言に合わせ、嫁ぎ先の都城から里帰りした康夫の叔母・美也子は、出撃を控えた海軍少尉・浅井と秘かな想いを通わせるが、彼を戦地へ送り出す日が来てしまう。
ある日、空襲で見殺しにした友人の幼い妹・波に許しを乞いに行った康夫は、彼女に兄の仇を討つように言われる。ところが、何を相手に戦えばいいか判らない彼は、ただ竹槍を携えて掘った穴に身を潜めるばかりだった。
やがて、終戦が訪れた。信じていたものを失った重徳は一気に老け、イネは一人息子の稔を連れて村を出て行く。そして、康夫は進駐して来たアメリカ軍に竹槍を振り回すも、彼らが威嚇発砲した銃の音に驚き倒れる。

## スタッフ
- 監督・脚本：黒木和雄
- 脚本：松田正隆
- プロデューサー：仙頭武則
- ラインプロデューサー：金森保
- 製作統括：中村哲也
- 撮影：田村正毅
- 音楽：松村禎三
- 美術：磯見俊裕
- 装置：平子吉文、亀園政文
- 装飾：須坂文昭
- 録音：久保田幸雄
- 音響効果：帆苅幸雄
- 照明：佐藤譲
- 編集：阿部亙英
- 助監督：原正弘
- 制作担当：森井輝
- 題字：赤松陽構造
- 方言指導：上山由来美、大久保栄一、上村依子
- 特殊メイク：原口智生、伊藤成昭
- CGアドバイザー：木村俊幸
- 軍事指導：安藤栄
- スタント：齊藤英雄
- 現像：IMAGICA
- MA：東京テレビセンター
- ロケ協力：えびの市、宮崎県、えびのロケ支援実行委員会、えびの市観光協会、宮崎県観光協会　ほか

## キャスト
- 日高康夫：柄本佑
- 宮脇なつ：小田エリカ
- 日高重徳：原田芳雄
- 河合美也子：牧瀬里穂
- 宮脇イネ：石田えり
- 豊島一等兵：香川照之
- 日高しげ：左時枝
- 青山宇知子：宮下順子
- 古寺寛子：入江若葉
- 古寺秀行：寺島進
- 藤本はる：中島ひろ子
- 芹沢大尉：甲本雅裕
- 浅井少尉：眞島秀和
- 青山世津子：平岩紙
- 宮脇稔：倉貫匡弘
- 石嶺波：山口このみ
- 石嶺フミ：中村たつ
- はるの母：青木和代
- 憲兵：藤崎卓也
- 駅員：川野弘毅
- 友人・佐藤：西谷有統
- 下級生：吉田将大、小松貴郁、木村真聡
- 鍼灸師：野呂圭介
- 鍼灸院の老女：市川夏江
- 兵長：小川敏明
- 兵隊：古賀大賛、飯田将人、笠松伴助、宮崎則仁、重見成人
- 盗人兵隊：安藤岳史、片山諭、石山圭一
- 米軍将校：パトリック・ヘッドマン
- 米兵：ウェイン・ドスター、サム・アーノルド
- 田の神舞：三鐺景晴、山下利治、境田勝業、甲坂瑞男
- ラジオの声：和田周

## 受賞
- 第77回キネマ旬報ベスト・テン 日本映画ベスト・ワン／日本映画監督賞／新人男優賞
- 日本映画ペンクラブ会員選出ベスト5 日本映画第1位
- 第13回日本映画批評家大賞 新人賞／助演男優賞（香川照之）[1]
- 第29回報知映画賞 助演男優賞（原田芳雄）
- 第17回日刊スポーツ映画大賞・石原裕次郎賞 監督賞
- 第22回 日本映画復興賞
- 第59回毎日映画コンクール 監督賞

## 学術的参考文献
- 反戦から鎮魂へ 黒木和雄「戦争鎮魂歌(レクイエム)三部作」における戦争反対への可能性京都大学オンライン映画学術誌cinemagazinet!No.16